# Orszewice
Orszewice – wieś w Polsce położona w województwie łódzkim, w powiecie łęczyckim, w gminie Góra Świętej Małgorzaty.
Ojrzyszewice (Orszewice) były wsią dóbr prestymonialnych kapituły kolegiaty łęczyckiej w powiecie łęczyckim województwa łęczyckiego w końcu XVI wieku. W latach 1975–1998 miejscowość administracyjnie należała do województwa płockiego.

## Historia
Jeszcze przed naszą era istniała tu osada. Wieś w 1363 roku została przeniesiona na prawo średzkie. Początkowo była osadą szlachecką, a od 1394 roku – własnością kapituły łęczyckiej. W drugiej połowie XVI wieku liczyła 6 łanów kmiecych. We wrześniu 1939 roku rozgrywała się tu również bitwa nad Bzurą inaczej zwana bitwą pod Kutnem, w której brał udział m.in. generał Tadeusz Kutrzeba. 8 września 1939 żołnierze Wehrmachtu dokonali zbrodni na ludności cywilnej wsi. Niemcy zabijali kobiety podczas przygotowywania posiłków, rolników w polu. Strzelali też do osób uciekających z palących się zabudowań, które wcześniej podpalali. W czasie wojny zginęło wielu mieszkańców wsi. Istniał tu również cmentarz niemiecki, który jednak z biegiem lat został zrównany z ziemią. Jeszcze w czasie II wojny światowej mieszkał tu właściciel wsi – hrabia Nosiorowski, lecz w obawie przed Niemcami przeniósł się wraz z rodziną do miasta. Dworek został przeznaczony na Besarabkę, a następnie rozebrany.

## Legenda
Z miejscowością związana jest również legenda o diable Borucie, zamieszkującym zamek w pobliskiej Łęczycy. Szlachcic oglądając swoje ziemie, zajrzał również do Orszewic. Wieś była wówczas jeszcze niewielka i składała się z kilku gospodarstw, lecz wszyscy mieszkańcy wyszli na powitanie pana. Złożyli mu wiele darów, które Boruta przyjął z wielką wdzięcznością. Szlachcic postanowił zatrzymać się tu jeszcze na parę dni, gdyż przez wieś płynęła rzeka Bzura i znajdowały się również stawy, zasobne we wszelkiego rodzaju ryby, a w szczególności w piskorze. Boruta urządził sobie więc szałas i palenisko i wraz ze swoimi towarzyszami wędził ryby, a ogień niesamowicie okopcił mu twarz, która z gładkiej stała się przeraźliwie czarna. Kiedy mieszkańcy zauważyli na bagnach czarną postać, postanowili się z nią rozprawić. Nocą przyszli z widłami i siekierami i urządzili "polowanie". Szlachcic widząc rozjuszony tłum w pośpiechu wraz ze swym orszakiem zaczął uciekać. Jednak nie zważając na drogę, zapuścił się w bagna, które wciągnęły go wraz z dworzanami. Do dziś podczas prac polowych na ziemię wychodzą kości Buruty i jego sług, a od orszaku który pochłonęły czeluście mokradeł powstała nazwa miejscowości – Orszewice. Okolice średniowiecznych Orszewic zostały opisane w II tomie "Krzyżaków". 

## Orszewice dziś
W latach 80. i 90. XX wieku mieszkańcy wykopujący żwir, trafili na ślady, które wykazały, iż w miejscowości istniała osada. Znaleziska to m.in. gliniane garnce, monety oraz cmentarzysko. Podczas prac polowych są często odkopywane kości oraz pieniądze. W Orszewicach znajduje się również budynek szkoły wzniesionej przez mieszkańców okolicznych wsi z własnoręcznie wypalanej cegły w okresie międzywojennym. Ośmioklasowa Szkołę im. Tadeusza Kościuszki jednak zlikwidowano w 1999 roku, kiedy przeprowadzona została reformacja oświaty. Istniała tu również straż, której budynek obecnie niszczeje, gdyż instytucję zlikwidowano. Na miejscu zwanym wzgórzem znajduje się boisko, należące do gminy, gdzie niegdyś trenował klub "Iskra", w którego skład wchodzili chłopcy z okolicznych wiosek. W części wsi zwanej Zaciszą, bądź Zaciszem istnieje przystanek PKS oraz drewniany wiatrak. Zacisze posiada również miejsce będące niegdyś żwirowiskiem. Obecnie wykopy wypełniły się wodą, a odwiedzanie tego miejsca jest niebezpieczne. Schronienie znalazły tam zwierzęta takie jak: łasice, kuny, lisy, zające, kuropatwy, krogulce, sarny, różnego rodzaju ryby, żaby, a niektórzy mieszkańcy twierdzą, że widzieli tam nawet sowy. Miejscowość jest w większości wsią rolniczą, można tu znaleźć jednak dwa niewielkie sady jabłoniowe. Mieszka tu obecnie około 240 osób. Orszewice są w całości zmelioryzowane. Są tu również takie media jak woda i prąd. W Orszewicach znajdują się również dwa sklepy spożywcze. Na kupno czekają budynek po byłej szkole i budynki gospodarcze należące do gminy.